# Bernardus Accama
Bernardus Accama (Leeuwarden, 1697 – Leeuwarden, 1756) è stato un pittore olandese.

## Biografia
Fratello di Matthijs Accama, e quindi zio dei suoi figli Bernardus e Simon, fu nella città natale un apprezzato pittore di ritratti e scene storiche, tanto che anche il Municipio locale possedeva svariate sue opere. La sua fama non gli sopravvisse a lungo, dato che la maggior parte di quei dipinti venne distrutta durante gli scontri del 1795 nel corso delle Guerre rivoluzionarie francesi.